# 秋乃
秋乃（あきの、3月13日 - ）は、日本の女性声優。千葉県出身。血液型はO型。
2014年1月をもって81プロデュースを退社した後、フリーでの活動を経て、2021年4月よりULTRAEGGsに所属。旧芸名は諸富 有香（もろどみ ゆか）、春井 柚佳（はるい ゆか）。

## 出演
太字はメインキャラクター。

### テレビアニメ
2007年
- Over Drive（女生徒）
- 流星のロックマン（子供、女子高生）
- ぜんまいざむらい（男の子）
- ぷるるん!しずくちゃん あはっ☆（女の子）

2008年
- 全力ウサギ（従業員、子供）
- バンブーブレード（受付A）
- ペンギンの問題（まい）
- 流星のロックマン トライブ（子供）

2009年
- アキカン!（女子生徒）
- クプ〜!!まめゴマ!（レモンちゃん、めぐみ、コビン、しろゴマ、メイド、主婦）
- 極上!!めちゃモテ委員長（ドアガール、女の子、美咲、女子、男の子、岡崎、通行人、客、生徒、参加者、後輩）

2010年
- 神のみぞ知るセカイ（理奈）
- メタルファイト ベイブレード 爆（子供A）

2011年
- SKET DANCE（女子B、ソフトボール部員）
- 戦国乙女〜桃色パラドックス〜（僧侶A）

### OVA
- ブラック・ジャック FINAL（2011年、弟子2）

### Webアニメ
- へ〜せいポリスメン!!（2013年、リンリン[4]）

### ゲーム
2005年
- マビノ×スタイル（女の子、女生徒）
- ロマンシング サガ -ミンストレルソング-（妖精 他）

2006年
- 快盗天使ツインエンジェル（女生徒）

2012年
- Borderlands 2（タイニー・ティナ）

2014年
- ボーダーランズ プリシークエル（タイニー・ティナ）

2019年
- Borderlands 3（ティナ）

2021年
- インフィニティ キングダム -諸王の戦争-（エリザベート・バートリ、ブラスタ）
- Marvel's Guardians of the Galaxy（コスモコンピューター 他）

2022年
- ワンダーランズ ～タイニー・ティナと魔法の世界（タイニー・ティナ）

2023年
- スポンジ・ボブ：ザ コズミック シェイク（ナース、マーメイド）
- レゴ 2K ドライブ（サニー・モンキー）
- ホグワーツ・レガシー（主人公・女）

2024年
- アズ ダスク フォールズ（メイ）

### 吹き替え
- ボーダーランズ（タイニー・ティナ〈アリアナ・グリーンブラット〉[7]）

### テレビ番組
- made in ☆ 秋葉原（ゆかちゃん）
- 月刊コミックTV ドラマシアター （BS11）

### ラジオドラマ
- コミドラバガタウェイ（空木雫）

### Web番組
- コミソンネットus （ustream）
- 春井柚佳・箸本のぞみの30分もぐもぐ☆百戦百勝！（ニコニコ生放送フォレストフォンチャンネル）（2012年9月13日20時より隔週木曜日）
- 春井柚佳・箸本のぞみの30分もぐもぐ☆百戦百勝！スピンアウト企画『「もぐナイト」ｘ「United Tones Of Scarlet」』(ニコニコ生放送フォレストフォンチャンネル)（2013年8月6日）
- メイビーヒーロー!!!(YouTube）(ヒカリ)

### その他コンテンツ
- ボイスCD 45秒?でわかる!萌訳★孫子ちゃんの兵法Vol.1
- ボイスCD 45秒?でわかる!萌訳★孫子ちゃんの兵法Vol.2
- 魔術士オーフェン しゃべる無謀編 6 ドラマCD(ジェリー・モスコー)